# شورية جلكاء
شورية جلكاء (الاسم العلمي:Shorea glaucescens) هي نوع غير مؤكد من النباتات تتبع جنس الشورية من فصيلة مجنحية الثمر.